# The Oxford Companion to Food
The Oxford Companion to Food è un'enciclopedia gastronomica curata da Alan Davidson e pubblicata dalla Oxford University Press nel 1999.

## Storia
Il libro venne pubblicato dopo vent'anni di lavoro sul finire degli anni 1990 come diretta conseguenza dell'annuale Oxford Symposium on Food and Cookery. Dell'Oxford Companion to Food uscì una versione in brossura con il nome The Penguin Companion to Food. Altre due edizioni furono curate da Tom Jaine e pubblicate dalla OUP rispettivamente nel 2006 e nel 2014.

## Descrizione
L'Oxford Companion to Food è un'enciclopedia composta da "oltre un milione di parole, per lo più sue (di Davidson)", sul cibo, la loro storia e altri argomenti di cucina. Il primo alimento descritto nel libro è la carne di oritteropo, mentre l'ultimo è la zuppa inglese. I piatti presenti sull'Oxford Companion to Food sono perlopiù specialità gastronomiche europee e britanniche. Stando a un estratto di WorldCat:

## Accoglienza
The Oxford Companion to Food è stato recensito molto positivamente e viene considerato il capolavoro di Davidson. The New York Times lo definì "un'opera magistrale ricca di voci, che spaziano da quelle semplici e talvolta quasi essenziali, a quelle stravaganti e spiritose (...) (The Oxford Companion to Food) presenta molte voci complete, ben scritte, e arricchite da fonti, indici, aneddoti e opinioni degne di nota." L'American Library Association conferì a The Oxford Companion to Food una menzione d'onore al concorso Dartmouth Medal del 2000 e inserì il libro fra gli Outstanding reference sources 2000 del RULA ("Reference and User Services Association"). Nel mese di maggio del 2000, l'Oxford Companion to Food venne premiata come "opera di riferimento" dalla James Beard Foundation .